# 小麗民主教室
小麗民主教室（英語：Democracy Groundwork）是香港的一個自决派民間組織，由香港專上學院講師劉小麗博士（人稱「小麗老師」）於2014年雨傘運動期間創立，旨在推動民間的民主教育。
「小麗民主教室」自佔領旺角至今推動過186場街頭論壇及講學，一年半之間，教室在各區，尤其在九龙西地區擺了近二百場街站，當中有嘉賓的深度講學，也有論壇及流動文宣形式。该组织还推動過反白象、撐退保、支持小販、成立社區墟市、對抗領展的抗爭。據說有一些「藍絲」也被其說服而成為教室成員和積極參與者。

## 主要政綱
- 反白象，守家園，護邊界
- 栽培人本精神及教育
- 建立共享和自主經濟
- 確保自主生活、爭取僱員及婦女權益
- 增強港人歸屬感，完善社會保障
- 促進財富分配正義，減低貧富懸殊
- 捍衛人權法治
- 保護本土及社區文化
- 強化環境及歷史保育
- 爭取民主政制

## 議員

### 立法會議員
| 界別     | 選區     | 姓名     | 2016－2020 | 備註                                            |
| -------- | -------- | -------- | ---------- | ----------------------------------------------- |
| 地方選區 | 九龍西   | 劉小麗   | →          | 因被法官裁定為違反基本法第104條而被取消議員資格 |
| 所得議席 | 所得議席 | 所得議席 | 1 → 0      |                                                 |

## 選舉

### 立法會選舉
| 選舉 | 民選得票 | 民選得票比例 | 地方選區議席 | 功能界別議席 | 總議席 | +/- |
| 2016 | 38,183   | 1.73%        | 1 / 35       | 0            | 1 / 70 | 1 ▲ |

## 教室論壇
小麗民主教室在旺角舉行超過200場論壇。節目每次均會邀請一些專業人士、立法會議員及政府官員討論社會關注的政治、民生等議題，並讓現場觀眾的市民發表意見。該節目為使市民加強對時事的認識和關心，每集亦會有台下市民提問到場發表意見以加強互動。

## 與其他組織的關係
小麗民主教室曾為「民主自決派」，與土地正義聯盟、香港眾志和姚松炎於2016年立法會選舉組成選舉共同陣線。

## 外部連結
- 「小麗民主教室」官方網站
- 「小麗民主教室」Facebook專頁（页面存档备份，存于）